# Guðbjörn Jónsson
Pour les articles homonymes, voir Jónsson.
Guðbjörn Jónsson  est un joueur puis entraîneur islandais de football, né le 19 mars 1921 et mort le 2 janvier 2007. Il évoluait au poste de défenseur au sein du KR Reykjavik.

## Joueur
Guðbjörn est un joueur inamovible du KR pendant les années 1940. Il se constitue un solide palmarès, avec six titres de champion.
Il joue notamment aux côtés de son frère Óli, peu après ses deux autres frères Sigurjón et Hákon, qui ont également porté les couleurs noires et blanches du KR.
Avec l'Islande, il est appelé plusieurs fois mais n'obtient une seule sélection. Celle-ci intervient en 1953, lors d'un match perdu 3-1 face à la Norvège.

## Entraîneur
Sitôt sa carrière de joueur derrière lui, il se tourne vers le coaching, devenant entraîneur de Þróttur, petit club de Reykjavik.
En 1962, il prend en charge l'ÍBK, club récemment créé à Keflavík. Il arrive en cours de saison, remplaçant Högni Gunnlaugsson, et validant le titre de champion de deuxième division.
L'ÍBK accède donc à l'élite pour la seconde fois de sa jeune histoire. Guðbjörn évite la relégation de justesse lors de l'année 1963, puis quitte le club, le laissant aux mains de son frère Óli B. Jónsson, qui sera sacré champion en 1964.
Gudbjorn ne reste pas longtemps libre, présidant aux destinées du KR en 1965. Après un championnat âprement disputé, le KR et l'ÍA Akranes sont a égalité, et disputent donc un match pour déterminer le champion. Grâce à une victoire 1-0, c'est le KR qui est sacré. Ce titre permet au club de la capitale de se qualifier pour la Coupe des Clubs Champions pour la deuxième fois en trois ans, après l'épopée des hommes de Karl Guðmundsson en 64/65.
Lors de cette édition 1966/1967, le KR tombe sur le FC Nantes de José Arribas, qui vient de conserver son titre de champion de France. Le match aller voit les islandais bien résister, avec notamment Gunnar Felixson et le capitaine Ellert Schram, auteur d'un doublé. Mais les coéquipiers de Coco Suaudeau l'emportent finalement 3-2 grâce au doublé de Philippe Gondet et un but de Jacky Simon. Le match retour se terminera lui sur le score de 5-2 pour les jaunes et verts, avec un but d'Henri Michel. 
Il remporte néanmoins un titre cette année-là, puisqu'en 1966, la finale de la coupe d'Islande oppose son club du KR Reykjavik à Valur Reykjavik, coaché par son frère Óli. C'est Guðbjörn qui triomphera, le KR l'emportant 1-0.

## Palmarès

### Joueur
- KR
  - Champion d'Islande en 1941, 1948, 1949, 1950 et 1952

### Entraîneur
- KR
  - Champion d'Islande en 1965
  - Vainqueur de la Coupe d'Islande en 1966

- ÍBK Keflavík
  - Champion d'Islande de D2 en 1962